# 新付着術
新付着術 （しんふちゃくじゅつ）とは歯周ポケット掻爬の延長にある療法であり、メスを用いて行う歯肉縁下の掻爬手術である。ENAPとも呼ばれる。歯周ポケットの内壁を切除し、根面の処置を完全に行って、歯周組織を縫合し歯面との接着が起こるようにするものなので、歯肉剥離や歯肉線維の除去もしない。

## 適応症と禁忌症
歯肉が浮腫性で歯周ポケットが比較的浅いものや、隣接面に深いポケットが存在し頬舌側のポケットが極めて浅い場合にも適応となる。
歯周ポケット掻爬の禁忌に準じ、歯肉に線維性の増殖傾向がある場合、歯肉壁が薄いポケットの場合は禁忌となる。また歯周ポケットが骨縁下に達している場合、付着歯肉の幅がほとんどない場合は予後不良である。孤立した深いポケットの場合も予後は良くない。
おもに骨縁上ポケット、審美性を考慮する場合の前歯、などがある。
ポケットがMGJを超える場合や付着歯肉が狭い場合は禁忌である。

## 術式
メスを用いて切開線、ポケット底をめがけて内斜切開を行う。（上皮脚を含む）
その後炎症性結合組織を切除し縫合してパックを行う。
上皮性の付着を期待する。